# Wechuge
Wechuge, Wechuge je vrsta kanibalskog čudovišta uobičajenog za mitologiju Sjevernih Atabaska. U nekim legendama Wechuge je prikazan kao drevno ledeno biće koje dolazi iz divljine kako bi lovilo ljude, ali u mitologiji dabra češće se kaže da je osoba koja je bila opsjednuta ili svladana snagom nekog od drevnih duhova životinja.